# Universo/Goiânia
O Universo/Goiânia foi uma equipe profissional masculina de basquete brasileiro da cidade de Goiânia, em Goiás. 

## História
O time foi fundado em 2000, através de uma parceria da Universo com a Sociedade Esportiva Ajax, sendo chamado de Universo/Ajax. Logo depois, o Goiás Esporte Clube acertou sua entrada no projeto, e a equipe adotou o nome fantasia de Universo/Goiás/Ajax. Após a saída do Goiás do projeto em 2001, a equipe voltou a ser denominada de Universo/Ajax. A agremiação obteve excelentes resultados na primeira metade da década de 2000, com destaque para o segundo lugar na Liga Sul-Americana de 2005, o título da Supercopa de 2001, o hexacampeonato goiano (2000 a 2005), além da terceira colocação no Campeonato Nacional de 2004. Em 2006, no entanto, o clube encerrou suas atividades.
Em 2013, a equipe retornou à ativa com o nome de Universo/Goiânia, sob a administração da Associação Atlética Universo. Disputou a Copa Brasil Centro-Oeste e se consagrou campeão, garantindo o direito a vaga para disputa da Supercopa Brasil. Na Supercopa, o time conseguiu vencer os todos os jogos da fase de classificação, contra o Caxias do Sul (86 x 81), Sport Club do Recife (99 x 75) e Rio Claro (88 x 78), pegando na semi final o Fluminense em um jogo bastante disputado acabou perdendo por 106 a 108. Na disputa do terceiro lugar, jogou novamente contra o Rio Claro e venceu por 100 a 92. Apesar da equipe não ter se classificado para disputar o triangular que dá acesso ao NBB6 a equipe apresentou um projeto para o Conselho de Administração da Liga Nacional de Basquete que aprovou, a 5 de junho de 2013, em reunião realizada na sede da entidade, em São Paulo, os pedidos de Fluminense e Universo/Goiânia para pleitearem uma vaga na próxima edição do NBB. As equipes passaram por avaliações técnicas, estruturais e financeiras, para serem confirmadas na próxima temporada da maior competição de basquete do país. Somente o time de Goiânia foi aceito para integrar a competição em 2013-14.

## Títulos
| Nacionais | Nacionais         | Nacionais | Nacionais                                 |
|           | Competição        | Títulos   | Temporada                                 |
| --------- | ----------------- | --------- | ----------------------------------------- |
| Brasil    | Supercopa Brasil  | 1         | 2001                                      |
| Estaduais |                   |           |                                           |
|           | Competição        | Títulos   | Temporada                                 |
| Goiás     | Campeonato Goiano | 7         | 2000, 2001, 2002, 2003, 2004, 2005 e 2013 |

### Outros torneios
- Copa Brasil Centro-Oeste: 3 vezes (2000, 2001 e 2013).

## Campanhas de destaque
- Vice-campeão da Liga Sul-Americana: 2005.